# Trichoniscus intermedius
Trichoniscus intermedius är en kräftdjursart som beskrevs av Albert Vandel 1957F. Trichoniscus intermedius ingår i släktet Trichoniscus och familjen Trichoniscidae. Inga underarter finns listade i Catalogue of Life.